# Chleb i róże
Chleb i róże (ang. Bread and Roses) – dramat produkcji brytyjsko-francusko-niemiecko-hiszpańsko-włosko-szwajcarskiej z 2000 roku w reżyserii Kena Loacha.

## Główne role
- Pilar Padilla – Maya
- Adrien Brody – Sam Shapiro
- Elpidia Carrillo – Rosa
- Jack McGee – Bert
- Monica Rivas – Simona
- Frankie Davila – Luis
- Lillian Hurst – Anna
- Mayron Payes – Ben
- Maria Orellana – Berta
- Melody Garrett – Cynthia
- Gigi Jackman – Dolores
- Beverly Reynolds – Ella
- Eloy Méndez – Juan
- Elena Antonenko – Maria
- Olga Gorelik – Olga
- Jesus Perez – Oscar
- Alonso Chavez – Ruben
- Estela Maeda – Teresa
- George Lopez – Perez
- José Jiménez – Freddy
- Sherman Augustus – Ernest

## Fabuła
Maya jest młodą meksykańską dziewczyną, która ucieka przez granicę do Los Angeles w USA, by tam zacząć nowe życie. Dzięki mieszkającej tam siostrze udaje się znaleźć pracę jako dozorczyni i sprzątaczki w fabryce. Niespodziewanie Maya staje się świadkiem walki, jaką toczą między sobą konkurencyjne związki zawodowe dozorców i pracowników kontraktowych, zabiegających o rynek pracy. Jakby było tego mało, pracodawcy chcą wykorzystać spór związków zawodowych do obniżenia płac. Maya wbrew radom swojej siostry angażuje się w konflikt.